# سياسة التأشيرات في نيوزيلندا
يجب على المواطنين غير النيوزيلنديين الراغبين في دخول مملكة نيوزيلندا الحصول على تأشيرة ما لم يكونوا:
- أحد المواطنين أو المقيمين إقامة دائمة في أستراليا.
- مواطن من 60 دولة واقليم مؤهلة للإعفاء من التأشيرة.
- حائز على جواز مرور الأمم المتحدة.
- مؤهل للسفر بدون تأشيرة بموجب أحكام محددة أخرى (القوة الزائرة، ركاب السفينة السياحية وطاقمها، طاقم الطائرة، إلخ).

يعتبر كل من المواطنين والمقيمين الدائمين في أستراليا يتمتعون بوضع المقيم في نيوزيلندا عند الوصول بموجب ترتيب السفر عبر تاسمان.
يجب على الزوار حمل جوازات سفر صالحة لمدة 3 أشهر على الأقل بعد فترة الإقامة المقصودة. يُطلب من الزائرين الاحتفاظ بإثبات على وجود أموال كافية لتغطية إقامتهم: 1000 دولار نيوزيلندي لكل شخص في شهر الإقامة أو 400 دولار نيوزيلندي إذا كان السكن مدفوعاً مسبقاً. يتعين على الزوار الاحتفاظ بالمستندات المطلوبة لوجهتهم التالية.
تصدر نيوزيلندا تأشيرات إلكترونية لمواطني دول الإعفاء من التأشيرة والصين. ويمكن تقديم طلبات الحصول على تأشيرات الطلاب والعمل والزائرين عبر الإنترنت.

## خريطة سياسات التأشيرة

سياسة التأشيرات في نيوزيلندا
نيوزيلندا
الدخول بدون تأشيرة لفترة غير محددة (ترتيب السفر عبر تاسمان)
تأشيرة مجانية لمدة 6 أشهر، تخضع لقواعد تأشيرة الزائر (لا عمل، لا دراسة لأكثر من 3 أشهر)
تأشيرة مجانية لمدة 3 أشهر، تخضع لقواعد تأشيرة الزائر
التأشيرة مطلوبة للدخول؛ ويُمكن العبور بدون تأشيرة (لمدة لا تتجاوز 24 ساعة)
التأشيرة مطلوبة للدخول والعبور

## ملخص

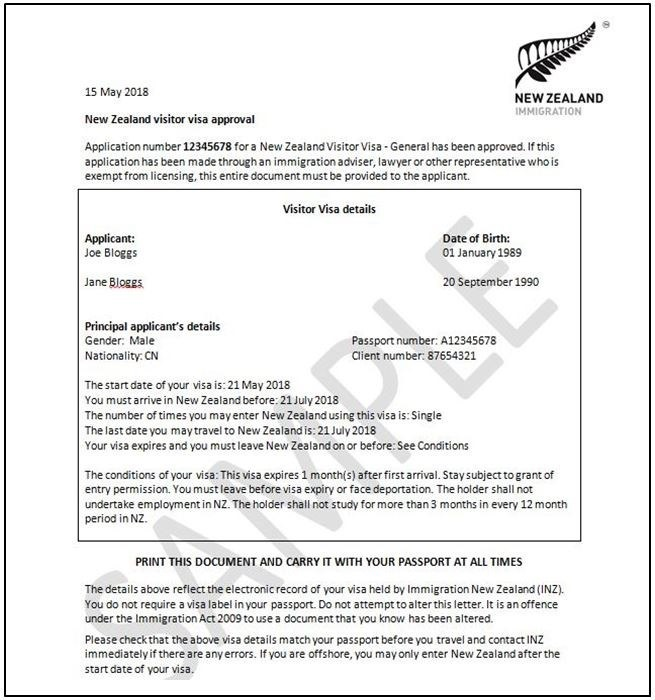
نموذج خطاب تأكيد التأشيرة الإلكترونية النيوزيلندية للحصول على تأشيرة زائر.

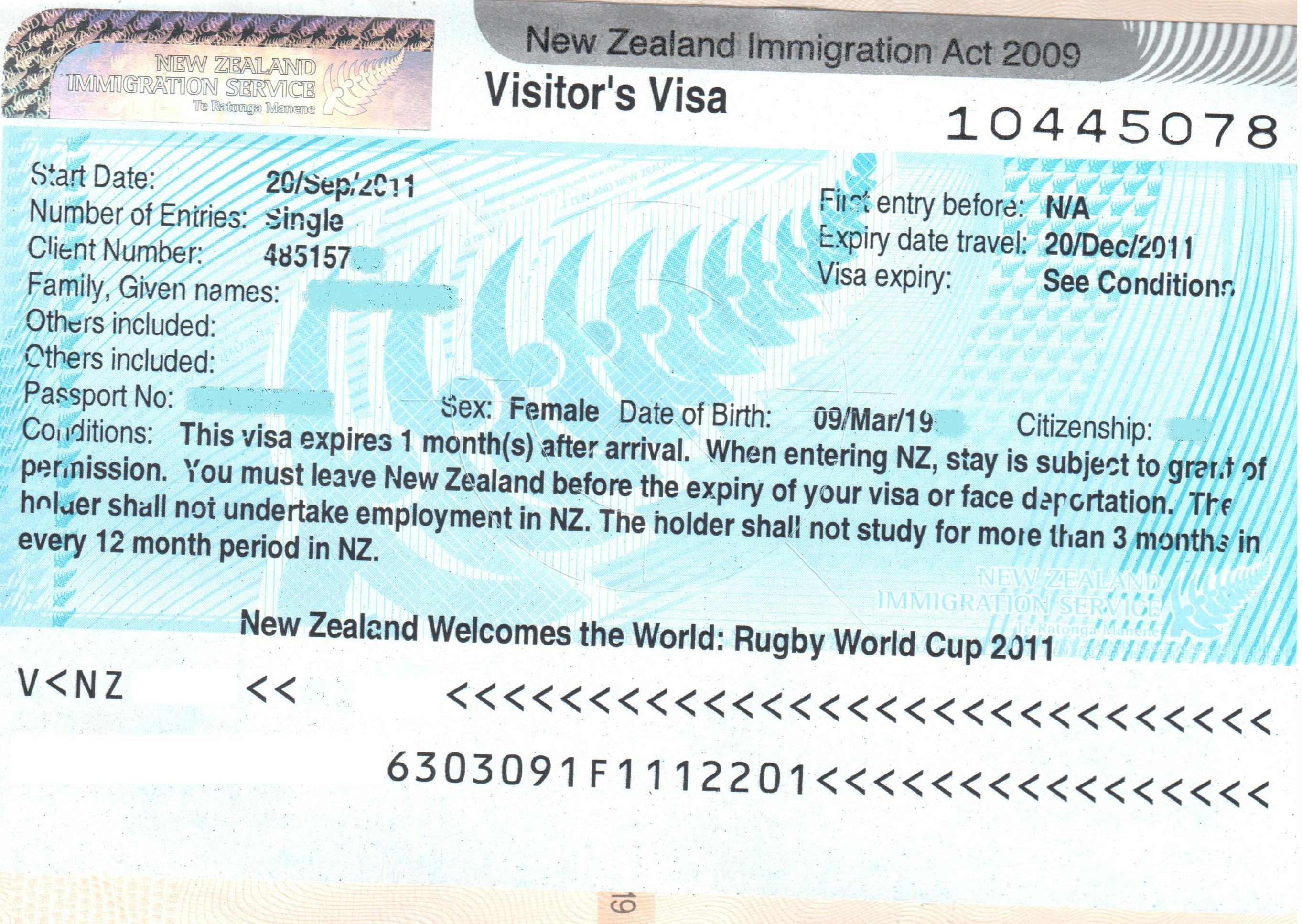
تأشيرة زيارة نيوزيلندية في جواز السفر. يتم إصدار هذه الملصقات فقط عند الطلب.

لا يجوز لأي شخص ليس مواطنًا نيوزيلندياً السفر إلى نيوزيلندا إلا إذا كان يحمل تأشيرة صالحة أو كان الشخص الذي ينطبق عليه الإعفاء من التأشيرة.
في حين أن هناك العديد من الفئات المختلفة للتأشيرات، يمكن تقسيمها بشكل أساسي إلى ثلاث فئات:
- تسمح تأشيرات فئة الإقامة لحاملها بالعمل والدراسة والبقاء في نيوزيلندا إلى أجل غير مسمى، ولا تنتهي صلاحيتها طالما بقي حاملها في نيوزيلندا.[4] قد يتم وضع الشروط على تأشيرة إقامة: الأكثر شيوعاً، تحدد هذه الشروط فترة زمنية يمكن للفرد فيها مغادرة نيوزيلندا وإعادة دخولها كمقيم، ولكنها قد تتعلق أيضًا بمسائل أخرى (على سبيل المثال، المهاجر الذي يتقدم بطلب للحصول على الإقامة بموجب قد يكون لفئة المهاجرين المهرة شرطاً مفروضاً لقبول عرض عمل ماهر في غضون 3 أشهر من الوصول).[5] ومع ذلك، من الممكن لحامل تأشيرة الإقامة الحصول على تأشيرة إقامة دائمة عند استيفاء جميع الشروط وعند إثبات الالتزام تجاه نيوزيلندا، مما يسمح لحاملها بالعمل والدراسة والبقاء في نيوزيلندا دون قيد أو شرط، وكذلك مغادرة نيوزيلندا وإعادة الدخول إليها في أي وقت، ولا تنتهي صلاحية تأشيرة الإقامة الدائمة نفسها أبداً.[6]
- تأشيرات فئة الدخول المؤقتة لها تاريخ انتهاء محدد، والشروط الموضوعة عليها بناءً على الفئة التي تقدم بموجبها صاحب الطلب للحصول على تأشيرة. تعتبر التأشيرات المخصصة للسياحة أو الدراسة طويلة الأجل أو العمالة الأجنبية في نيوزيلندا أمثلة نموذجية على تأشيرة فئة دخول مؤقتة.[7]
- تسمح تأشيرات العبور لحاملها بالمرور عبر نيوزيلندا في رحلة بين دولتين ذواتي سيادة.[8]

إن الحصول على تأشيرة أو الاستفادة من الإعفاء من التأشيرة، في حد ذاته لا يؤهل الشخص لدخول نيوزيلندا بنفسه: فهو يخول الشخص فقط السفر إلى نيوزيلندا والتقدم بطلب للحصول على إذن الدخول. يجب منح إذن الدخول إلى نيوزيلندا لشخص ما حتى يتمكن هذا الشخص من دخول نيوزيلندا؛ عادة ما يتم ذلك من قبل ضابط الهجرة على الحدود. يؤدي رفض إذن الدخول إلى الإلغاء التلقائي للتأشيرة، ويكون الشخص مسئولاً عن التحول إذا وصل الشخص إلى الحدود. بينما يجب على معظم الرعايا الأجانب التقدم للحصول على إذن دخول على الحدود ومنحهم، أو حاملي تأشيرة الإقامة الدائمة، أو تأشيرة الإقامة الممنوحة في نيوزيلندا، أو تأشيرة الإقامة الممنوحة خارج نيوزيلندا حيث سافر حاملها سابقاً إلى نيوزيلندا؛ يتم منحهم إذن الدخول على النحو الصحيح.
تصدر نيوزيلندا تأشيرات إلكترونية ("eVisa") لجميع أنواع طلبات التأشيرة، على الرغم من أنه يمكن وضع ملصق مادي في جواز السفر عند الطلب. ترتبط التأشيرات الإلكترونية بجواز سفر محدد، ومن الضروري لحامل التأشيرة أن يطلب رسميًا نقل التأشيرة في حالة الحصول على جواز سفر جديد.
لا تختم نيوزيلندا جوازات سفر مواطني نيوزيلندا أو حاملي تأشيرة فئة الإقامة أو المواطنين الأستراليين والمقيمين الدائمين. يمكن لحاملي تأشيرة فئة الدخول المؤقتة، أو المسافرين الذين يعفون من التأشيرة الذين يسعون للحصول على تأشيرة زائر عند الوصول، الحصول على أختام جواز سفر إذا دخلوا من خلال مكتب الهجرة المزود بالموظفين بدلاً من البوابات الإلكترونية الآلية؛ ومع ذلك ، تدرس دائرة الهجرة النيوزيلندية ودائرة الجمارك النيوزيلندية إمكانية إزالة أختام جوازات السفر بالكامل.

### المواطنون الأستراليون والمقيمون الدائمون
بموجب ترتيب السفر عبر تاسمان، يتم منح المواطنين الأستراليين والمقيمين الدائمين تأشيرة إقامة عند الوصول إذا كانوا يتمتعون بحسن الخلق. تنتهي صلاحية تأشيرة الإقامة هذه عندما يغادر حاملها نيوزيلندا؛ قد يتم البحث عن تغيير في شروط السفر إذا كان الحامل يعتزم لاحقاً إعادة دخول نيوزيلندا على نفس التأشيرة. يتيح ذلك بعد ذلك اعتبار إقامة حاملها في نيوزيلندا مستمرة، وهو عامل مهم إذا كان الحامل يعتزم التقدم لاحقاً للحصول على تأشيرة إقامة دائمة أو الحصول على الجنسية النيوزيلندية.

## آثار جائحة كوفيد 19
بسبب جائحة فيروس كورونا، نفذت حكومة نيوزيلندا سلسلة من الإجراءات فيما يتعلق بالدخول إلى نيوزيلندا.
متطلبات التطعيم
يجب أن يتم تطعيم أي شخص فوق سن 16 عاماً بشكل كامل لدخول نيوزيلندا.
يجب تقديم إثبات التطعيم عبر شهادة لقاح رقمية أو مستند ورقي من هيئة صحية حكومية عبر الإنترنت قبل الوصول.
لا ينطبق مطلب اللقاح على:
- نيوزيلندا والمواطنين الأستراليين
- حاملي تأشيرة فئة المقيمين في نيوزيلندا
- أي شخص بغض النظر عن جنسيته يبلغ من العمر 16 عاماً أو أقل
- الأشخاص غير القادرين على التطعيم بسبب حالات طبية (مصدق من قبل الطبيب)
- المواطنون الأوكرانيون الذين يحملون تأشيرة أوكرانيا الخاصة لعام 2022
- اللاجئون

إجراءات الاختبار والحجر الصحي
لم يعد اختبار كوفيد 19 قبل المغادرة مطلوباً للمسافرين الذين يدخلون نيوزيلندا. لا تطبق إجراءات الحجر الصحي على الوافدين.
يجب على جميع الركاب إكمال إقرار المسافر النيوزيلندي قبل الوصول وتقديم إثبات التطعيم إذا لزم الأمر. سيتم رفض الصعود إلى الطائرة في حالة عدم اكتمال الإعلان.
يتلقى جميع الركاب الذين يدخلون نيوزيلندا اختبارات مستضد سريعة (RATs) يجب إجراؤها في اليوم 0/1 من الوصول واختباراً ثانياً في اليوم 5/6. يجب إرسال جميع النتائج الإيجابية أو السلبية عبر الإنترنت. في حالة وجود اختبار إيجابي، يجب أن يعزل الوافدون ذاتياً لمدة سبعة أيام وأن يحصلوا على اختبار PCR للمتابعة.

## المسافرون المعفون من التأشيرة

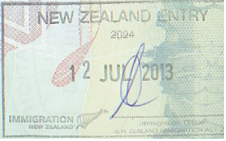
ختم دخول عام لنيوزيلندا يتم إصداره لحامل تأشيرة فئة الدخول المؤقت.

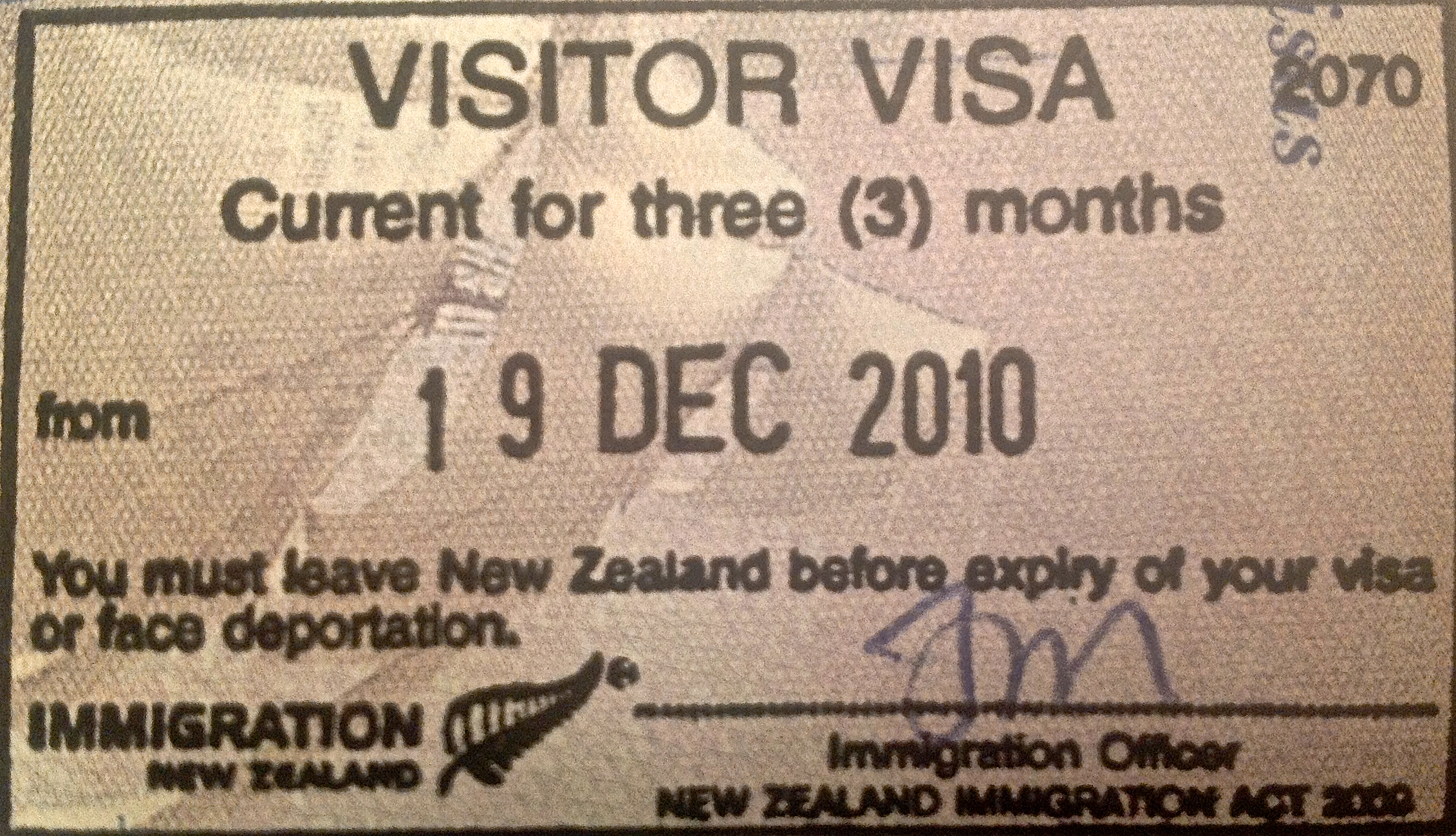
ختم تأشيرة زائر لنيوزيلندا يُمنح عند الوصول إلى المسافر المعفي من التأشيرة.

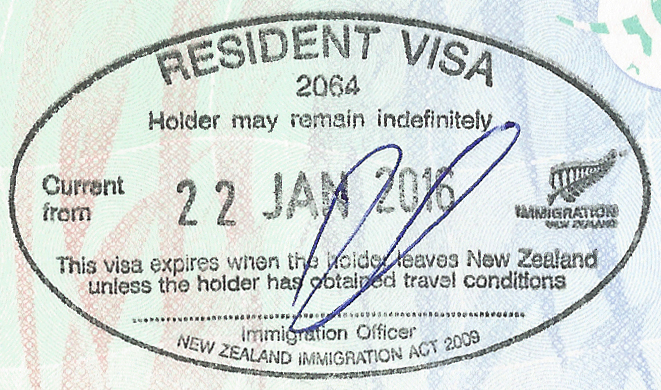
ختم تأشيرة الإقامة النيوزيلندية الممنوحة عند الوصول بموجب ترتيب السفر عبر تاسمان على وثيقة سفر أسترالية. تم إيقاف هذه الأختام اعتباراً من 19 مارس 2018.

اعتباراً من 1 أكتوبر 2019، يسري الإعفاء من التأشيرة على مواطني تلك الدول:
| - أندورا - الأرجنتين - البحرين - البرازيل - بروناي - كندا - تشيلي - هونغ كونغ3 - آيسلندا - إسرائيل - اليابان - كوريا الجنوبية - الكويت - ليختنشتاين - ماكاو4 - ماليزيا | - موريشيوس - المكسيك - موناكو - النرويج - سلطنة عمان - قطر - سان مارينو - السعودية - سيشل - سنغافورة - سويسرا - تايوان6 - الإمارات العربية المتحدة - United States of America7 - أوروغواي - الفاتيكان | - European Union citizens \| - Austria - Belgium - Bulgaria - Croatia - Cyprus - Czech Republic - Denmark - Estonia1 - Finland - France - Germany - Greece2 - Hungary - Ireland \| - Italy - Latvia1 - Lithuania1 - Luxembourg - Malta - Netherlands - Poland - Portugal5 - Romania - Slovakia - Slovenia - Spain - Sweden \| \| |
| - Austria - Belgium - Bulgaria - Croatia - Cyprus - Czech Republic - Denmark - Estonia1 - Finland - France - Germany - Greece2 - Hungary - Ireland                     | - Italy - Latvia1 - Lithuania1 - Luxembourg - Malta - Netherlands - Poland - Portugal5 - Romania - Slovakia - Slovenia - Spain - Sweden                                                               | |

ملحوظات

1. لا ينطبق الإعفاء من التأشيرة على الأشخاص الذين يسافرون بجوازات سفر أجانب (غير مواطنين) صادرة عن هذه البلدان.
2. فقط حاملي جوازات السفر اليونانية الذين صدرت جوازات سفرهم في 1 يناير 2006 وبعده. اعتبارًا من 1 يناير 2007 ، أصبحت جوازات السفر اليونانية الصادرة قبل 1 يناير 2006 غير مقبولة للسفر إلى نيوزيلندا.
3. سكان هونغ كونغ الذين يسافرون بجوازات سفر منطقة هونغ كونغ الإدارية الخاصة أو جوازات سفر بريطانية (خارجية) .
4. سكان ماكاو المسافرون بجوازات سفر منطقة ماكاو الإدارية الخاصة .
5. يجب أن يتمتع حاملو جواز السفر البرتغالي أيضًا بالحق في العيش بشكل دائم في البرتغال.
6. المقيمون الدائمون في تايوان الذين يسافرون بجواز سفر تايواني . يوضح رقم الهوية الشخصية المطبوع داخل القسم المرئي من صفحة السيرة الذاتية لجواز السفر التايواني أن حامله مقيم دائم في تايوان.
7. بما في ذلك مواطني الولايات المتحدة الأمريكية .

| تاريخ تغيير التأشيرة |
| --- |
| - لم يحتاج المواطنون الأستراليون والبريطانيون والكنديون والأيرلنديون مطلقًا إلى تأشيرة للدخول إلى نيوزيلندا - 1 ديسمبر 1947: فرنسا (سكان العاصمة الفرنسية ) - 1 يوليو 1948: السويد - 1 أغسطس 1948: ليختنشتاين وسويسرا - 1 يناير 1949: الدنمارك - 1 أبريل 1949: هولندا - 1 يناير 1950: النرويج - 1 يوليو 1951: لوكسمبورغ - 15 نوفمبر 1951: بلجيكا - 1 يوليو 1952: موناكو - 15 يونيو 1970: اليابان - 1 أغسطس 1972: ألمانيا (مثل ألمانيا الغربية حتى 30 أكتوبر 1990) - 1 أبريل 1973: فنلندا - 1 فبراير 1974: ايسلندا - 1 يناير 1986: ايطاليا - 1 نوفمبر 1987: النمسا ، فرنسا (سكان كاليدونيا الجديدة وتاهيتي) ، اليونان ، ماليزيا ، مالطا ، البرتغال ، سنغافورة ، إسبانيا والولايات المتحدة (باستثناء مواطني الولايات المتحدة الأمريكية) - 1 يوليو 1993: بروناي وكوريا الجنوبية والولايات المتحدة ( مواطنو الولايات المتحدة الأمريكية ) - 23 مارس 1995: فرنسا (جميع المقيمين في فرنسا بالخارج ) - 16 يوليو 1998: إسرائيل - 1 تشرين الأول / أكتوبر 1998: هونغ كونغ والمواطنون البريطانيون (في الخارج) - 30 تشرين الأول / أكتوبر 1998: الأرجنتين - 1 كانون الثاني / يناير 1999: أوروغواي والبرازيل وشيلي - 1 يوليو 1999: الإمارات العربية المتحدة والبحرين والكويت وعمان وقطر والمملكة العربية السعودية - 1 آذار / مارس 2000: أندورا والمجر وسان مارينو وسلوفينيا والفاتيكان - 1 كانون الأول / ديسمبر 2000: المكسيك - 1 تشرين الأول / أكتوبر 2001: جواز مرور الأمم المتحدة - 1 كانون الثاني / يناير 2003: جمهورية التشيك (مستأنفة) - 1 نيسان / أبريل 2005: إستونيا وبولندا وسلوفاكيا وقبرص ولاتفيا وليتوانيا - 30 تموز / يوليه 2007: بلغاريا ورومانيا - 30 تشرين الثاني / نوفمبر 2009: تايوان - 1 يوليو 2013: كرواتيا - 30 يونيو 2014: ماكاو - 21 نوفمبر 2016: موريشيوس وسيشيل ألغيت: - فيجي وساموا وتونغا: 18 فبراير 1987 - إندونيسيا: 21 تشرين الأول / أكتوبر 1998 - الجمهورية التشيكية: 1 كانون الثاني / يناير 2001 (استؤنفت في عام 2003) - تايلاند: 1 كانون الثاني / يناير 2001 - زمبابوي: 21 فبراير 2003 - توفالو وكيريباس وناورو: 8 كانون الأول / ديسمبر 2003 - جنوب إفريقيا: 21 نوفمبر 2016 |

### هيئة السفر الإلكترونية النيوزيلندية
منذ 1 أكتوبر 2019 ، يجب على المسافرين الذين حصلوا على إعفاء من التأشيرة أن يطلبوا من هيئة السفر الإلكترونية النيوزيلندية (NZeTA) قبل السفر. NZeTA إلزامي لجميع الوافدين بحراً وجواً ، بما في ذلك العبور، ما لم يكن معفياً. عند إصدارها، تظل سارية لمدة عامين. يتم تسعير NZeTA بسعر NZD 9 أو NZD 12 اعتماداً على ما إذا كان مقدم الطلب يتقدم بطلب من خلال تطبيق جوال أو عبر الإنترنت. تتوقع حكومة نيوزيلندا أن تتسبب NZeTA في انخفاض أعداد الزوار وتقليل إنفاق الزائرين بمقدار 51 مليون دولار نيوزيلندي.
إعفاءات من NZeTA
يُعفى المسافرون التاليون للإعفاء من التأشيرة من شرط الحصول على NZeTA قبل السفر إلى نيوزيلندا:
- مواطني أستراليا
- أعضاء أو أي شخص مرتبط ببرنامج أو بعثة علمية تحت رعاية طرف متعاقد في معاهدة القارة القطبية الجنوبية.
- أفراد القوة الزائرة (بما في ذلك العناصر المدنية) الذين يسافرون في المسار العادي لعملهم أو عملهم.

## ضريبة الزوار الدولية والمحافظة على السياحة
يجب على العديد من السائحين والأشخاص الذين يقضون إجازات العمل وبعض الطلاب والعاملين القادمين إلى نيوزيلندا دفع ضريبة حماية للزائر الدولي وسياحة (IVL) بقيمة 35 دولارًا نيوزيلندياً. يتم دفع هذه الرسوم في وقت تقديم طلب للحصول على تأشيرة أو طلب NZeTA.
الإعفاءات من IVL
- Australian citizens and residents are exempt from paying the IVL.
- The following Pacific Island nations are exempt from paying the IVL:

بالإضافة إلى ذلك ، توجد استثناءات للمسافرين العابرين الذين يصلون ويغادرون مطار أوكلاند الدولي، وحاملي تأشيرة زائر الأعمال، وحاملي بطاقة APEC Business Travel. المتقدمون للحصول على تأشيرات محددة لا يحتاجون أيضًا إلى دفع IVL.

## وثائق السفر غير المقبولة
أي وثيقة سفر صادرة عن البلدان أو المصادر المذكورة أدناه غير مقبولة للسفر إلى نيوزيلندا ، ولن يتم اعتماد التأشيرات فيها:
- وثائق السفر الصادرة عن أنظمة لا تعترف بها حكومة نيوزيلندا:
  -  قبرص الشمالية
  -  تايوان: جوازات السفر الدبلوماسية والرسمية (ومع ذلك ، تسمح نيوزيلندا بدخول المقيمين الدائمين بحسن نية في تايوان الذين يسافرون بجوازات سفر تايوانية ) [70]
- وثائق سفر صادرة عن مصدر غير رسمي (على سبيل المثال ، سلطة الخدمة العالمية)
- جوازات السفر الجماعية الصادرة عن الدول التالية:
  -  يوغوسلافيا
  -  سلوفينيا
- جوازات سفر المستثمرين صادرة عن الدول التالية:
  -  كيريباتي
  -  ناورو
- جوازات سفر شخص محمي من تونغا (تُقبل جوازات سفر تونغا القياسية)
- معظم جوازات السفر التي تحمل رمز الاتحاد السوفيتي السابق
- جميع وثائق السفر الصومالية؛ لا توجد سلطة في الصومال تعترف بها حكومة نيوزيلندا باعتبارها مختصة بإصدار جوازات سفر نيابة عن الصومال
  - يجوز للمواطنين الصوماليين استخدام شهادة هوية نيوزيلندية أو وثيقة سفر أخرى مقبولة.
- جوازات السفر اليونانية الصادرة قبل 1 يناير 2006
- وثائق السفر التي لا تفي بمتطلبات "تعريف جواز السفر أو شهادة الهوية " بموجب المادة 4 من قانون الهجرة لعام 2009:[71]
  -  جواز السفر الكويتي مادة 17
  -  جوازات سفر إمارة أفغانستان الإسلامية
  -  وثائق سفر إدارة الأمم المتحدة الانتقالية في تيمور الشرقية
  -  جواز السفر العراقي فئة S.
  -  وثائق السفر المصرية الصادرة للاجئين الفلسطينيين ، ما لم تتضمن تأشيرة دخول تسمح لحاملها بدخول مصر

## الدول المرتبطة والأقاليم التابعة

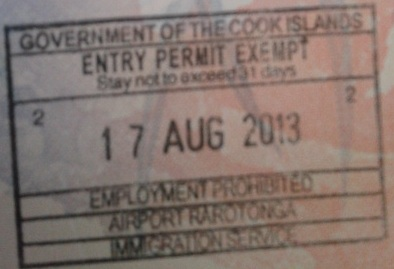
ختم دخول جزر كوك صادر في مطار راروتونجا الدولي

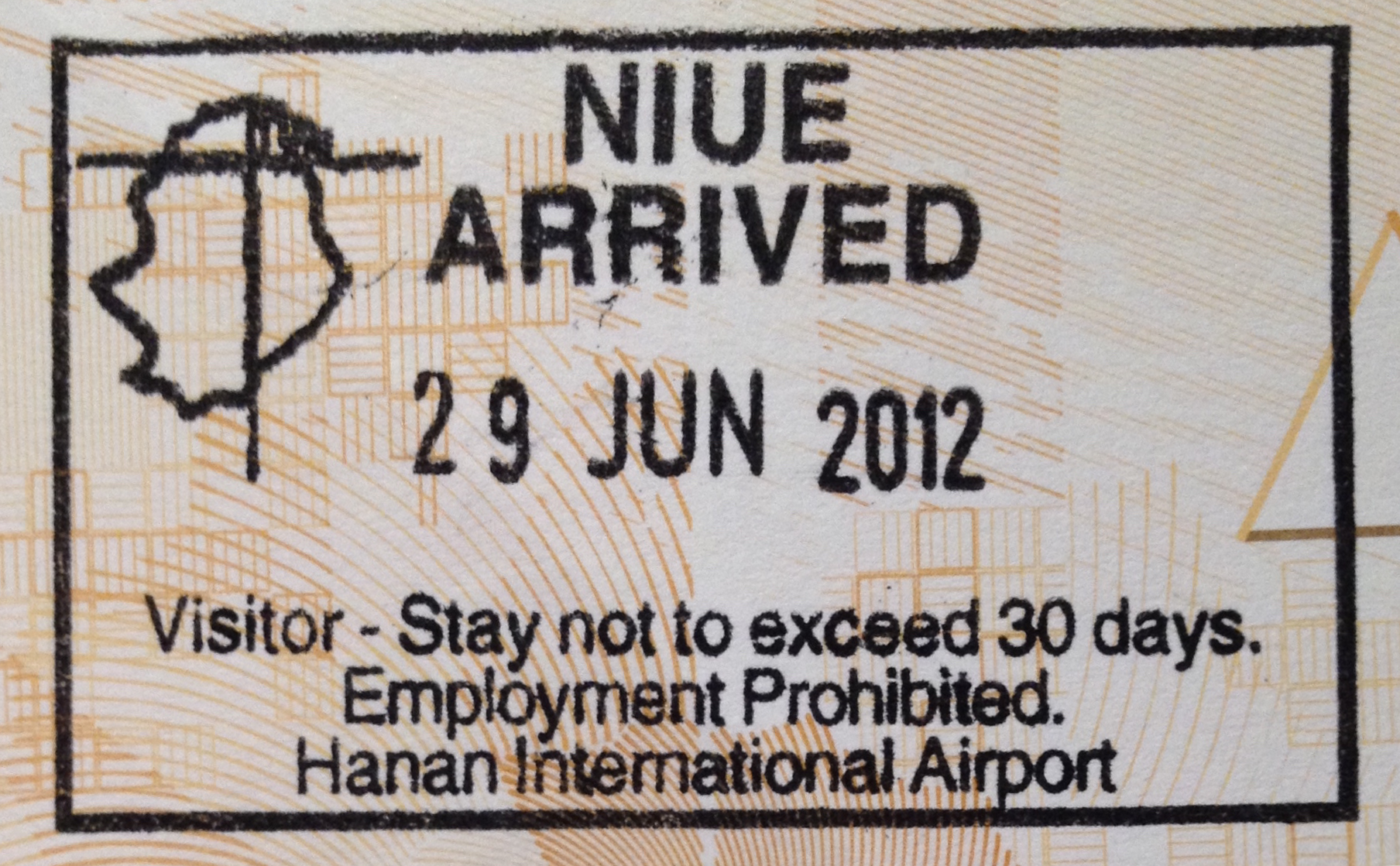
ختم دخول نيوي الصادر في مطار حنان الدولي

لدى الدول المرتبطة جزر كوك ونيوي وإقليم توكيلاو التابعين سياسات تأشيرة منفصلة عن تلك الخاصة بنيوزيلندا.

### جزر كوك
يُعفى جميع زوار جزر كوك، بغض النظر عن جنسيتهم، من التأشيرة لمدة أقصاها 31 يوماً. يمكن للزوار الذين يسافرون لأغراض سياحية تمديد إقامتهم ، لمدة 31 يوماً، بحد أقصى 6 أشهر.

### نيوي
التأشيرات مطلوبة لجميع زوار نيوي ، باستثناء مواطني نيوزيلندا الذين هم نيويون أو أحفاد نيويون ومواطني الدول الأخرى الذين يزورون نيوي بحسن نية يقيمون لمدة 30 يوماً أو أقل. يجب أن يكون لدى الزائرين أموال كافية طوال مدة إقامتهم مع حجز مؤكد للإقامة ويمكن رفض دخول من لا يملكون تذاكر العودة أو العودة. تمديد الإقامة ممكنة.

### توكيلاو
يجب على جميع الزوار الحصول على تصريح لدخول توكيلاو من مكتب الاتصال في توكيلاو أبيا في آبيا ، قبل أسبوعين على الأقل من السفر. لا يمكن الوصول إلى توكيلاو إلا عن طريق القوارب من ساموا ويلزم الحصول على تصريح من سلطات الهجرة في ساموا لمغادرة ساموا والعودة إليها.

## إحصائيات
أصدرت نيوزيلندا 262033 تأشيرة زيارة عامة في السنة المالية 2016/2017. كانت أعلى الجنسيات:
| جنسية المتقدم | عدد تأشيرات الزيارة العامة الصادرة |
| ------------- | ---------------------------------- |
| الصين         | 183،692                            |
| الهند         | 45906                              |
| إندونيسيا     | 14378                              |
| فيجي          | 13511                              |
| الفلبين       | 17،730                             |
| تايلاند       | 15،074                             |
| جنوب إفريقيا  | 11،232                             |
| فيتنام        | 10.216                             |
| تونغا         | 9،918                              |
| ساموا         | 9،438                              |
| روسيا         | 5،036                              |

جاء معظم الزوار من بلدان الإقامة التالية: